# Maracaibo-See
Der Maracaibo-See (spanisch Lago de Maracaibo) ist ein Binnenmeer im Nordwesten von Venezuela. Es liegt im Maracaibo-Becken und ist im Norden über die Straße von Tablazo (55 km) mit dem Golf von Venezuela verbunden, der an das Karibische Meer grenzt.
Durch die fast völlige Trennung vom Karibischen Meer wird der Maracaibo oft als See angesehen und wäre mit 13.512 Quadratkilometern Ausdehnung der größte See Südamerikas. Geologische Aufzeichnungen zeigen, dass es sich früher tatsächlich um einen See handelte, der mit einem Alter von 20 bis 36 Millionen Jahren zu den ältesten Seen der Erde gehört.

## Geographie

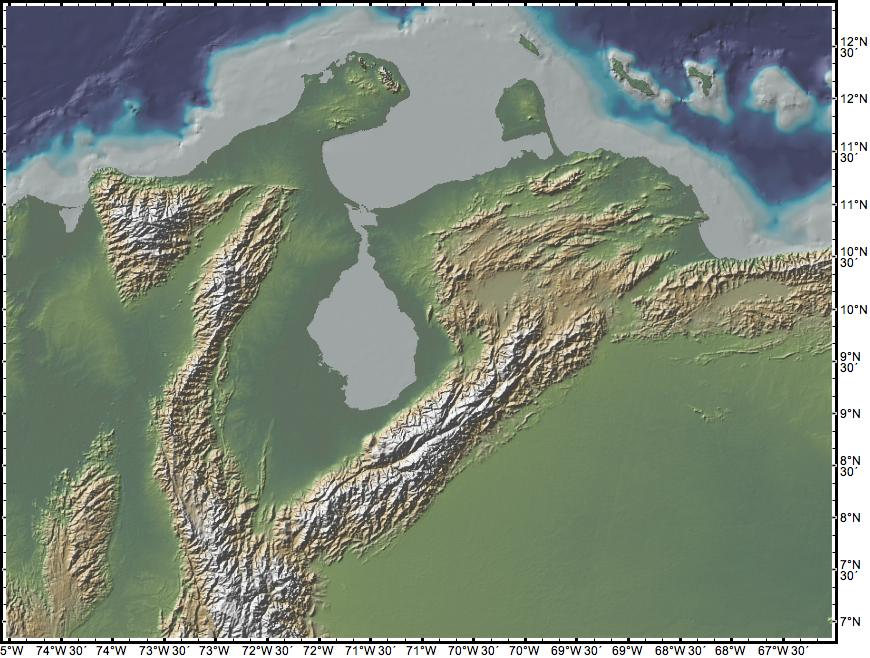
Der Maracaibo-See im Maracaibo-Becken, das von Ausläufern der Anden eingerahmt wird

Das Binnenmeer ist 13.512 km² groß und bis zu 35 m tief. Es ist durch die 38 km lange und 5,5 bis 14,6 km breite Meerenge Canal de San Carlos mit dem Golf von Venezuela und der Karibik verbunden. Der Maracaibo-See wird wegen seiner kurzen Verbindung zum Meer auch von Hochseeschiffen befahren; an der Mündung befinden sich die Hafenstädte Cabimas und Maracaibo.
Zu den insgesamt 135 Zuflüssen des Maracaibo-Sees gehören der Apón, Aricuaisa, Aurare, Bravo, Burro Negro, Catatumbo, Caus, Chama, Escalante, Limón, Machango, Mene, Misoa, Motatán, Onia, Palmar, Santa Ana, Tamare, Tucani sowie Ule. An der Mündung des Catatumbo kommt es zum Phänomen der Catatumbo-Gewitter.
Während der nördliche Teil des Binnenmeeres noch Brackwasser enthält, ist der südliche Teil völlig ausgesüßt.
Aufgrund der großen Ausdehnung und geologischen Beschaffenheit des Maracaibo-Sees besitzt er zahlreiche zum Teil auch größere Inseln. Ein Großteil dieser Inseln gehören zur Region der Gemeinde Almirante Padilla: Zapara, Toas, San Carlos, Isla de Providencia, Isla de Pescadores, Los Pájaros, Maraca, San Bernardo sowie Sabaneta de Montiel.
Der Maracaibo-See hält den absoluten Blitzweltrekord weltweit. Durch seine große Fläche zwischen den beiden nördlichsten Ausläufern der Anden und wegen seiner im Durchschnitt mit 30 Grad Celsius hohen Wassertemperatur verdunstet dort tagsüber eine große Menge Wasser. Nachts kühlen die den See umgebenden Berghänge schneller ab als die warme Luft über dem See. Dieser Temperaturgegensatz fördert die Wolkenbildung und lässt extrem hohe Quellbewölkung entstehen. Starke Gewitter mit entsprechend intensiven elektrischen Entladungen sind die Folge. Nach den Aufzeichnungen des Satelliten der Tropical Rainfall Measuring Mission kommt es über jedem Quadratkilometer des Maracaibo-Sees im Durchschnitt zu mehr als 233 Blitzen im Jahr, wobei sich die meisten Gewitter in den Nachtstunden des Spätsommers ereignen. Gelegentlich wurden dort sogar bis zu 65 Blitze pro Quadratkilometer und Nacht gemessen. Blitzeinschläge in der Gegend führen immer wieder zu Verlusten unter den ausgedehnten Rinderherden, die in dem flachen Uferbereich des Maracaibo-Sees grasen. Gelegentlich schlagen die Blitze auch in Ölfördereinrichtungen ein und setzen sie in Brand. Unter dem flachen Binnenmeer befinden sich nämlich große Lagerstätten an Kohlenwasserstoffen, aus denen die staatliche venezolanische Ölgesellschaft Öl und Gas fördert.

## Flora und Fauna

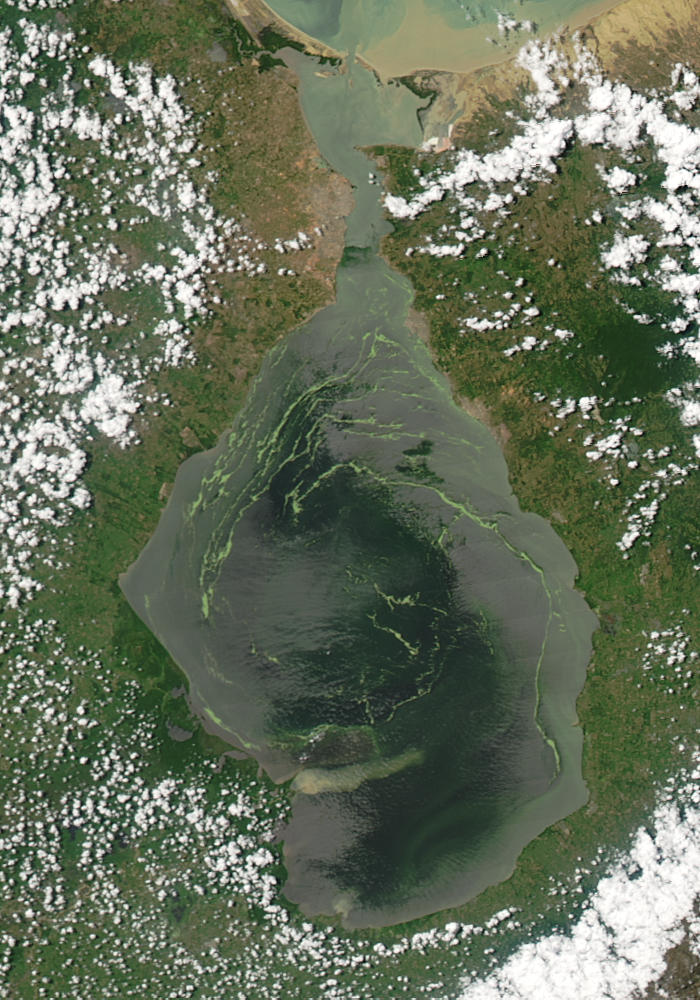
Satellitenbild des Maracaibo-Sees, das den Befall mit Wasserlinsen zeigt

Das sauerstoffreiche Wasser des Maracaibo-Sees begünstigt das Algenwachstum und führt zu einer reichen Artenvielfalt. Hierzu gehören Reiher, Krokodilkaimane, Garnelen, Leguane, Welse, Barsche, Meeräschen, Gürteltiere und Braunpelikane sowie Guyana-Delfine. Zu den endemischen Fischen im Becken des Maracaibo-Sees gehört der Lamontichthys maracaibero, der zur Familie der Harnischwelse gehört und eine Länge von bis zu 21 Zentimetern erreicht, sowie eine Art der Gattung Mylossoma.
Im Sommer 2004 kam es auf dem Maracaibo-See zu einer Plage durch massenhafte Ausbreitung der Kleinen Wasserlinse. Die Ursache dafür wird in der zunehmenden Aussüßung des Seewassers durch verstärkte Regenfälle gesehen. Daneben sollen Umwelteinflüsse durch die Erdölindustrie eine Rolle spielen.
Im Südwesten befindet sich der Nationalpark Ciénagas de Juan Manuel. Der Park ist vor allem durch Moorlandschaften, tropische Wälder und eine reiche Population verschiedener Vogelarten geprägt. Zur weiteren Fauna gehören Flussdelfine, Tapire sowie Großkatzen.

## Geschichte

### Ureinwohner und Entdecker

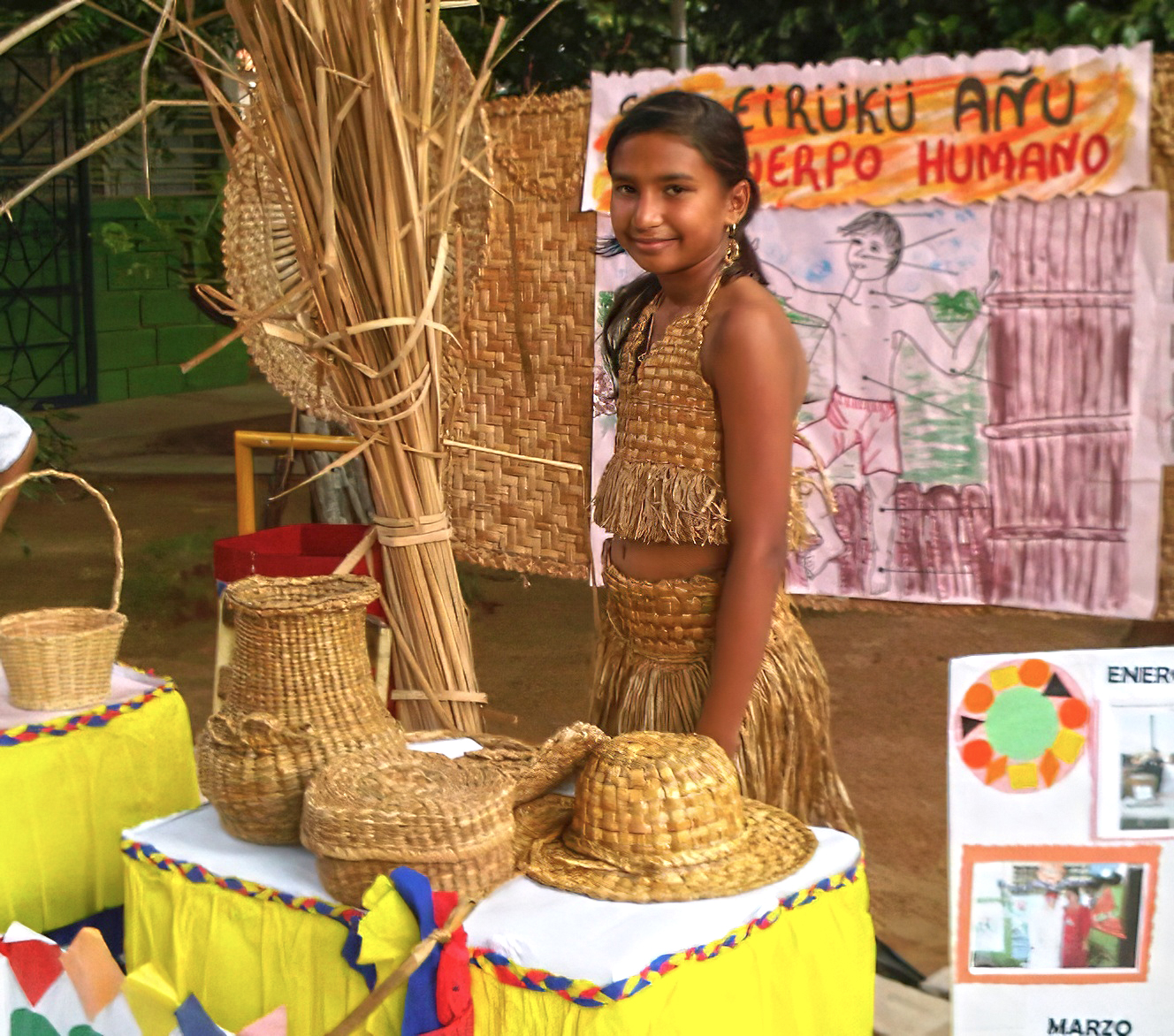
Añu-Mädchen

Die ersten bekannten Siedlungen in der Bucht waren die der Ureinwohner, die der zu den Arawak gehörenden Añu (auch Paraujano). Der Stamm, dessen Name übersetzt „Menschen des Wassers“ bzw. „Menschen der Lagune“ bedeutet, nannte den Maracaibo-See Conquibacao bzw. Coquivacoa. Weitere bedeutende Stämme in dieser Zeit waren die Wayúu (Guajiro), die Caquetíos und die Quiriquires. Noch heute gibt es indigene Ansiedlungen im westlichen Grenzbereich mit Kolumbien an der Laguna de Sinamaica sowie vereinzelt im nördlichen Zulia. Weitere dieser im Spanischen palafitos genannten Pfahlbau-Siedlungen existieren im Süden und Südwesten des Maracaibo-Sees bei Lagunetas sowie in Santa Rosa, einem Stadtteil von Maracaibo.
Am 24. August 1499 fuhren Amerigo Vespucci und Alonso de Ojeda durch eine Meerenge in ein riesiges Brackwassergewässer, das sie Lago de Bartolomé nannten, nach dem Tagesheiligen Bartholomäus.
Die Legende besagt, dass die Ojeda-Expedition zahlreiche Hütten von Einheimischen fand, die auf Stelzen über dem Wasser gebaut und die durch Holzstege untereinander und mit dem Meeresufer verbunden waren. Die Pfahlbauten erinnerten Vespucci an die Stadt Venedig (ital. Venezia), so dass er die Region Venezuela taufte – im Sinne von Klein-Venedig auf Italienisch. Das Wort hat die gleiche Bedeutung im Spanischen, wo das Suffix „-uela“ als Diminutiv Verwendung findet: beispielsweise wird aus Plaza der Begriff plazuela und aus Cazo der Begriff cazuela.
Obwohl die Geschichte um Ojeda und Vespucci die populärste und akzeptierteste Version des Namensursprungs Venezuelas bleibt, verweisen einige Quellen auf Martín Fernández de Enciso, ein Mitglied der Vespucci- und Ojeda-Crew. In seinem Werk Summa de Geografía beschreibt dieser, dass sie eine indigene Bevölkerung während der Expedition entdeckten, die sich selbst die „Veneciuela“ nannten. Dies lässt den Rückschluss zu, dass der Name „Venezuela“ sich hiervon nativ ableiten lässt.

### 16. bis 19. Jahrhundert

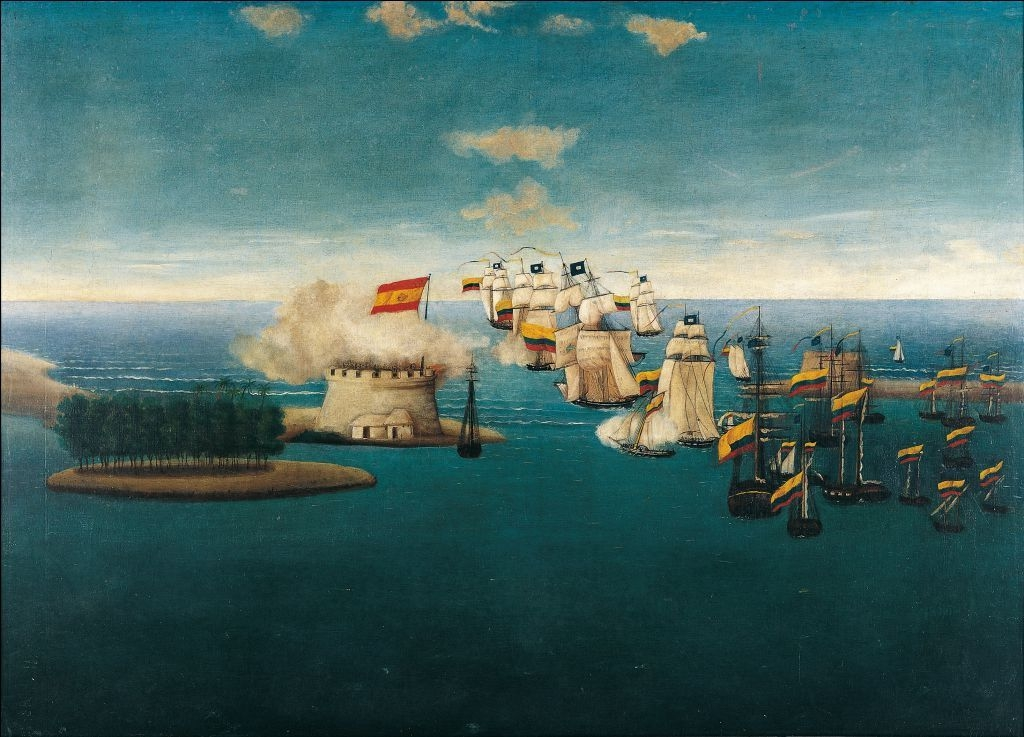
Vorbereitendes Seegefecht zur finalen Seeschlacht von Maracaibo (1823), Gemälde von José María Espinosa Prieto

Von 1528 bis 1545 wurde das Land um den See als Klein-Venedig an die Welser verpfändet. 1529 wurde Neu-Nürnberg, das spätere Maracaibo, gegründet. Doch die Bemühungen der Welser hatten keinen Erfolg, und so wurde ihnen das Lehen wieder entzogen. Später erhielt der See den Namen Lago de Maracaibo: „Maracaibo-See“.
Während des siebzehnten Jahrhunderts kam es auf dem Maracaibo-See immer wieder zu Überfällen durch Piraterie. Zu den bekannten Piraten dieser Zeit gehörten Enrique de Gerard (1614), William Jackson (1642), Jean-David Nau „l Olonnés“ (1666), Miguel Vascongado (1667), Henry Morgan (1669) und Michel de Grandmont (1678).
Am 24. Juli 1823 kam es in der Bucht zur Seeschlacht vom Maracaibo, bei der die spanische Flotte unter Kapitän Ángel Laborde von der republikanischen Marine unter Admiral José Prudencio Padilla besiegt wurde; sie gilt als letzte Schlacht der Unabhängigkeitskriege in Venezuela. Von Historikern wird die Schlacht von Carabobo am 24. Juni 1821 unter General Simón Bolívar gewöhnlich als entscheidende Schlacht bei der Erlangung der Venezolanischen Unabhängigkeit angesehen.

### 20. Jahrhundert

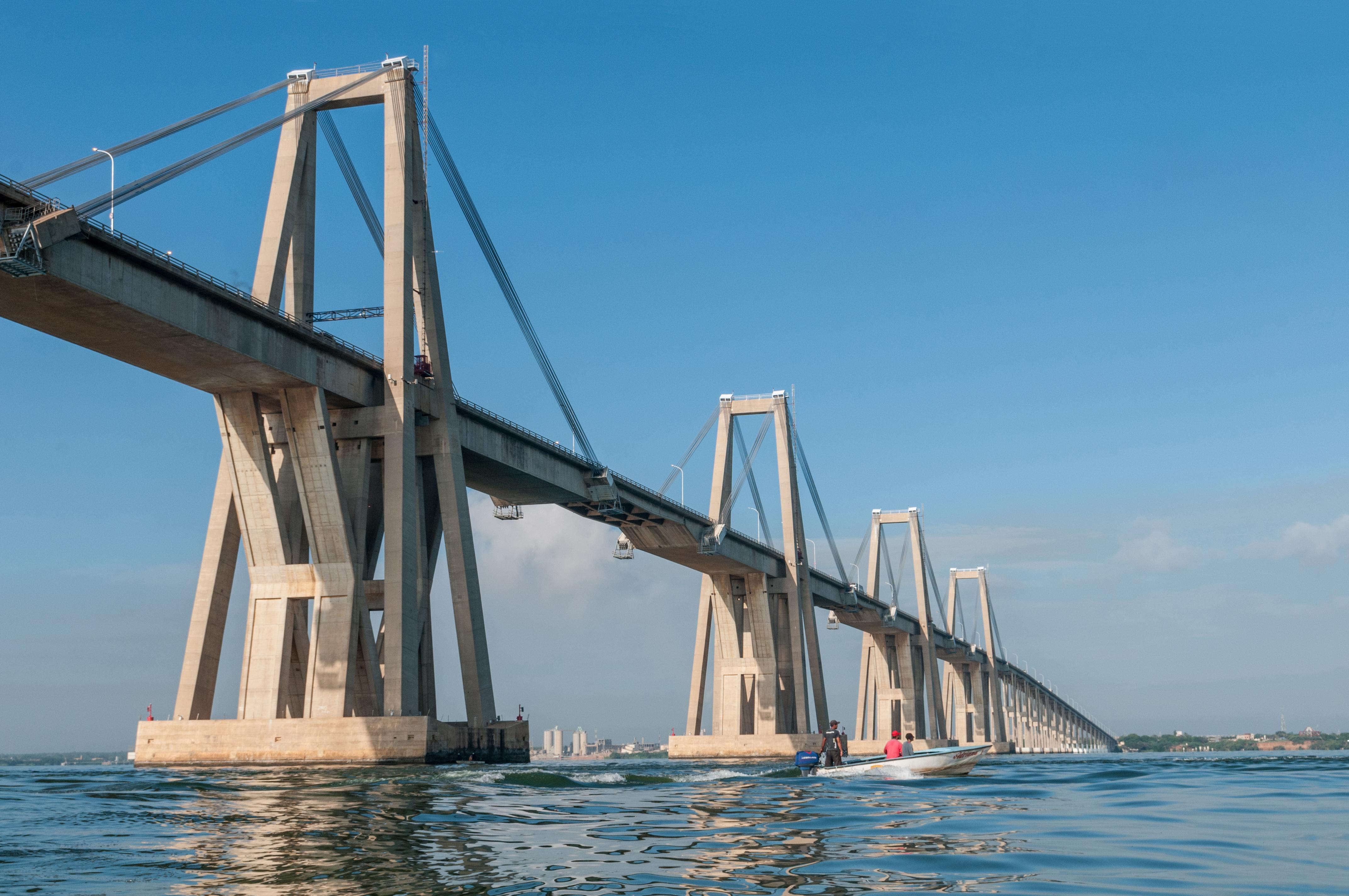
Die General-Rafael-Urdaneta-Brücke

1917 fand man bei Cabimas an der Ostküste des Sees Erdöl, weitere Ölfelder folgten. 1922 gingen die ersten Bohrtürme, hauptsächlich von Standard Oil und Gulf Oil, in Betrieb. Zwischen 1923 und 1953 kam eine Flotte kleiner Öltanker zum Einsatz, die so genannte Moskitoflotte. Diese hatten einen besonders flachen Tiefgang und wurden zum Transport des Rohöls zu den Erdölraffinerien in Aruba und Curaçao sowie zu den vor der Bucht ankernden Tankern genutzt. Die Flotte war notwendig, da die den See mit dem Golf von Venezuela und der Karibik verbindende Meerenge, der Canal de San Carlos, aufgrund von wandernden Sandbarren anfangs nur Tiefen von vier Metern erreichte. Später wurde die Fahrrinne vertieft und Ende der 1940er Jahre mit dem Bau von Ölpipelines zum Tiefwasserhafen der Paraguaná-Halbinsel begonnen.
Die 1962 fertiggestellte General-Rafael-Urdaneta-Brücke (8678 m) überquert die Meerenge Canal de San Carlos auf einer südlich des Zentrums von Maracaibo gelegenen Trasse; sie ist eine der längsten Brücken der Welt und galt bei ihrer Fertigstellung als die längste Schrägseilbrücke der Welt.
Am 6. April 1964 kollidierte der Tanker Esso Maracaibo nach dem Ausfall seiner elektrischen Systeme mit der Brücke. Die Kollision führte zum Einsturz von zwei Pfeilern, bei dem sieben Menschen ums Leben kamen. Das Tankerunglück hatte keine weiteren Folgen für den See.
Für den Bau einer zweiten Brücke, die Santa Cruz de Mara mit Punta de Palmas verbinden soll,[veraltet] fanden im Jahr 2013 Voruntersuchungen für Fundamente statt. Die Brücke soll Straßen- und Schienenverkehr ermöglichen und 10,8 km lang werden. Die Freileitungskreuzung des Maracaibo-Sees verbindet bereits heute die beiden Städte.

## Wirtschaft

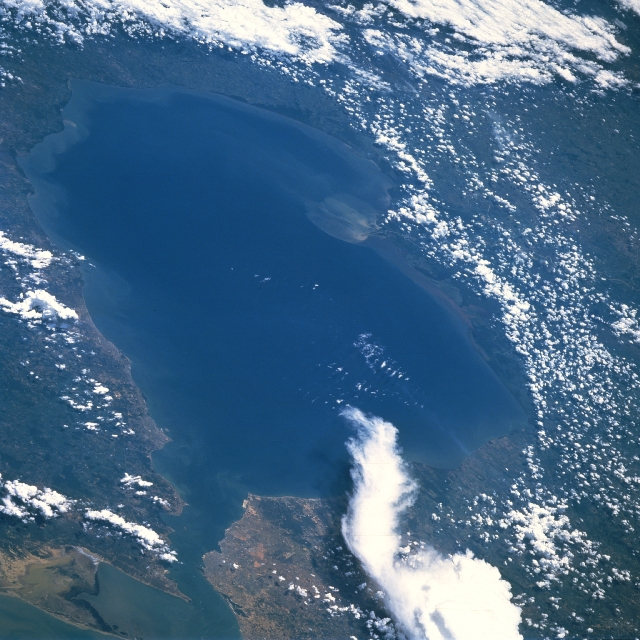
Satellitenaufnahme des Maracaibo-Sees aus nördlicher Richtung

Die Wirtschaft des Maracaibo-Sees fußt vor allem auf der Ölindustrie, der Fischerei und dem Tourismus.
Der See fungiert als wichtige Schifffahrtsstraße zu den Häfen von Maracaibo und Cabimas. Das umgebende Maracaibo-Becken enthält große Erdöl-Vorkommen, die eine Haupteinnahmequelle der Wirtschaft Venezuelas darstellen. Fast ein Viertel der venezolanischen Bevölkerung lebt in der Nähe des Maracaibo-Sees.
Nach einer Erhebung aus dem Jahr 2000 ernährt der Maracaibo-See fast 20.000 Fischer.